# ورم البلازماويات
الورم البلازمي هو عسر نمو لخلايا البلازما ينمو فيه ورم خلايا البلازما داخل الأنسجة الرخوة أو داخل الهيكل العظمي المحوري.
تسرد مجموعة عمل المايلوما الدولية ثلاثة أنواع: ورم بلازما العظم الانفرادي (SPB)؛ ورم البلازما خارج النخاع (EP)، وأورام البلازما المتعددة التي تكون إما أولية أو متكررة. الأكثر شيوعًا هو SPB، حيث يمثل 3-5% من جميع الأورام الخبيثة لخلايا البلازما. تحدث أورام بلازما العظم الانفرادية كآفات حلل داخل الهيكل العظمي المحوري وأورام البلازما خارج النخاع تحدث غالبًا في الجهاز التنفسي العلوي (85%)، ولكن يمكن أن تحدث في أي نسيج رخو. ما يقرب من نصف جميع الحالات تنتج بروتينات الدم. يتم التعامل مع ورم بلازما العظم الانفرادي وأورام البلازما خارج النخاع في الغالب بالعلاج الإشعاعي، ولكن يتم استخدام الجراحة في بعض حالات ورم البلازما خارج النخاع. غالبًا ما تتطور أشكال الهيكل العظمي إلى المايلوما المتعددة على مدار 2-4 سنوات.
نظرًا للتشابه الخلوي بينهما، يجب التمييز بين الأورام البلازمية والورم النخاعي المتعدد. بالنسبة إلى ورم بلازما العظم الانفرادي والورم البلازمي خارج النخاع، يكون التمييز هو وجود آفة واحدة فقط (إما في العظام أو الأنسجة الرخوة)، ونخاع العظام الطبيعي (أقل من 5% من خلايا البلازما)، ومسح الهيكل العظمي الطبيعي، وغياب البروتين أو انخفاضه وعدم تلف الأعضاء النهائية.

## العلامات والأعراض
بالنسبة لورم بلازما العظم الانفرادي، فإن أكثر أعراض العرض شيوعًا هي الألم في العظام المصابة. قد تحدث آلام الظهر وعواقب أخرى لآفة العظام مثل ضغط الحبل الشوكي أو الكسر المرضي. يظهر حوالي 85% من ورم البلازما خارج النخاع داخل الغشاء المخاطي للجهاز التنفسي العلوي، ما يسبب أعراضًا محتملة مثل الرعاف وسيلان الأنف وانسداد الأنف. في بعض الأنسجة يمكن العثور عليها ككتلة محسوسة.

## التشخيص
يستخدم تشخيص ورم البلازما مجموعة متنوعة من التقنيات متعددة التخصصات بما في ذلك التحليل الكهربائي لبروتين المصل وخزعة نخاع العظم وتحليل البول لبروتين بينس جونز وتعداد الدم الكامل والتصوير الشعاعي للفيلم العادي والتصوير بالرنين المغناطيسي والتصوير المقطعي بالإصدار البوزيتروني.
يفصل الفصل الكهربائي لبروتين المصل البروتينات الموجودة في الجزء السائل من الدم (مصل الدم) ، مما يسمح بتحليل الأجسام المضادة. يحتوي مصل الدم الطبيعي على مجموعة من الأجسام المضادة ويقال إنها متعددة النسيلة، في حين أن مصل الدم من شخص مصاب بالورم البلازمي قد يُظهر ارتفاعًا أحادي النسيلة. هذا بسبب نمو نوع واحد من خلايا البلازما التي تشكل ورم البلازما وتنتج نوعًا واحدًا من الأجسام المضادة. يقال أن خلايا البلازما أحادية النسيلة والجسم المضاد المفرط يُعرف بالبروتين أحادي النسيلة أو البروتين. توجد البروتينات في 60% من ورم بلازما العظم الانفرادي وأقل من 25% من ورم البلازما خارج النخاع.
يتم إجراء خزعات نخاع العظم للتأكد من توطين المرض؛ وفي ورم بلازما العظم الانفرادي أو ورم البلازما خارج النخاع لن يكون هناك زيادة في خلايا البلازما وحيدة النسيلة. يتم استخدام خزعات الأنسجة من ورم بلازما العظم الانفرادي وورم البلازما خارج النخاع لتقييم النمط الظاهري لخلايا البلازما. يمكن إجراء التحليلات النسيجية على هذه الخزعات لمعرفة ما هي مجموعة علامات التمايز (CD) الموجودة ولتقييم أحادية النسيلة للخلايا. يمكن أن تساعد علامات القرص المضغوط في التمييز بين ورم البلازما خارج النخاع من الأورام اللمفاوية.
تُستخدم المسوحات الهيكلية للتأكد من عدم وجود أورام أولية أخرى داخل الهيكل العظمي المحوري. يمكن استخدام التصوير بالرنين المغناطيسي لتقييم حالة الورم وقد يكون مفيدًا في اكتشاف الأورام الأولية التي لم يتم اكتشافها بواسطة التصوير الشعاعي العادي. قد يكون PET-CT مفيدًا أيضًا في اكتشاف الأورام خارج النخاع لدى الأفراد الذين تم تشخيصهم بورم بلازما العظم الانفرادي. قد يكون التصوير المقطعي المحوسب أفضل من التصوير الشعاعي العادي لتقييم تلف العظام.
هناك تمييز مهم يجب القيام به وهو وجود ورم بلازما حقيقي وليس اضطراب خلايا بلازما جهازية، مثل المايلوما المتعددة. يتمثل الاختلاف بين ورم البلازماويات والورم النخاعي المتعدد في أن الورم البلازمي يفتقر إلى زيادة الكالسيوم في الدم، وانخفاض وظائف الكلى، وقلة عدد خلايا الدم الحمراء في مجرى الدم، وآفات عظمية متعددة (تسمى مجتمعة CRAB).